# Aleen Bailey
Aleen May Bailey (sinh ngày 25 tháng 11 năm 1980 tại Saint Mary) là một chuyên gia chạy nước rút của Jamaica.

## Nghề nghiệp
Cô thi đấu tại Thế vận hội mùa hè 2004 và giành huy chương vàng với tư cách là thành viên của đội tiếp sức 4 × 100 m. Bailey đến học ở Columbia, Nam Carolina dưới Curtis Frye và là em gái của ngôi sao Capleton.
Bailey tốt nghiệp Đại học South Carolina, nơi cô thi đấu trong mùa U20 và chuyên nghiệp của cô sau khi chuyển từ trường Barton County Community College.
Trong năm 2003, tại giải  NCAA, Bailey giành được huy chương vàng nội dung 100 và 200 mét, cả hai lần đánh bại vận động viên được yêu thích Muna Lee của LSU. Cô cũng là thành viên của đội vô địch 4 × 100 m tại giải vô địch năm 2002.
Bailey thi đấu cho đội Jamaica quê hương của mình tại Thế vận hội mùa hè 2004, nơi cô xếp thứ 5 trong 100 mét và hạng 4 ở 200 mét. Cô phối hợp với nhà vô địch 200 m Veronica Campbell, Tayna Lawrence, và Sherone Simpson để giành chiến thắng nội dung tiếp sức 4 × 100 m.
Tại giải vô địch thế giới năm 2005 trong đội hình mà cô đã giành được một huy chương bạc (cùng với Daniele Browning, Sherone Simpson và Veronica Campbell). Tại Đại hội thể thao Liên châu Mỹ 2007, cô xếp hạng thứ năm trong 200 m và giành được huy chương vàng trong nội dung tiếp sức.
Bailey đại diện cho Jamaica tại Thế vận hội mùa hè 2008 tại Bắc Kinh. Cô thi đấu ở nội dung tiếp sức 4 × 100 m cùng với Shelly-Ann Fraser, Sheri-Ann Brooks và Veronica Campbell-Brown. Ở vòng đầu tiên, Jamaica đứng đầu trước Nga, Đức và Trung Quốc. Thời gian thi đấu của Jamaica là 42,24 giây đứng đầu trong tổng cộng trong số 16 quốc gia tham gia. Với kết quả này, Jamaica đủ điều kiện cho trận chung kết, thay thế Brooks và Bailey bởi Sherone Simpson và Kerron Stewart. Jamaica đã không hoàn thành cuộc đua do một sai lầm trong việc trao đổi dùi cui.

## Thành tích cá nhân
Thành tích tốt nhất:

100 m: 11.04

200 m: 22.33